# Emathis weyersi
Emathis weyersi är en spindelart som beskrevs av Simon 1899. Emathis weyersi ingår i släktet Emathis och familjen hoppspindlar. Inga underarter finns listade i Catalogue of Life.